# Феодосий (Алмазов)
Архимандри́т Феодо́сий (в миру Константи́н Заха́рьевич Алма́зов; 21 мая [2 июня] 1870, Сыр-Липки, Смоленская губерния — около 1944, неизвестно) — священнослужитель Русской православной церкви и Русской православной церкви заграницей. Мемуарист.

## Биография
Родился 21 мая (2 июня) 1870 в деревне Сырокоренские Липки. В 1891 году окончил Смоленскую духовную семинарию, после чего с 5 августа 1891 до 16 августа 1892 года служил смотрителем Смоленского Архиерейского дома.
В августе 1892 году поступил в Московской духовной академии, которую окончил в 1896 году со степенью кандидата богословия.
14 сентября 1896 года в Смоленском Архиерейский доме был пострижен в монашество с именем Феодосий. 15 сентября 1896 года там же рукоположён в сан иеродиакона.
26 сентября 1896 года в Донском Ставропигиальном монастыре в Москве рукоположён в сан иеромонаха со званием соборного иеромонаха.
В 1897—1899 годы служил преподавателем Воронежской духовной семинарии.
В 1899—1900 годы служил инспектором Владимирской Духовной Семинарии.
В 1900—1902 годы служил инспектором Волынской Духовной Семинарии.
В 1901 году награждён синодальным наперсным крестом.
С 1903 года — ректор Минской духовной семинарии, 20 мая того же года возведён в сан архимандрита.
В том же году назначен синодальным ризничим и настоятелем собора 12 Апостолов в Московском Кремле.
В 1905—1910 годы был настоятелем Старорусского монастыря в Новгородской епархии.
В 1910—1912 годы служил преподавателем Курской Духовной Семинарии.
В 1912—1913 годы служил преподавателем Каргопольского духовного училища.
В 1913—1914 годы — преподаватель Иркутской Духовной Семинарии.
В 1914—1916 годы — преподаватель Астраханской Духовной Семинарии.
C 1916 до декабря 1917 года был священником в действующей Русской армии во время Первой Мировой войны. В декабре 1917 года вернулся в Петроград.
В годы служения в Петрограде был активным борцом с обновленчеством.
16 января 1924 года наречён во епископа Петропавловского, викария Омской епархии. Хиротония не состоялась в связи с постановлением об аресте.
В 1926 году был арестован за «религиозную пропаганду» (стандартное обвинение для священнослужителей в годы пролетарской революционной ликвидации русского духовенства в РСФСР в 1920—1933 гг.), с 1927 года содержался в СЛОН на Соловецких островах. Летом 1929 года этапирован в Нарымский край бывшей Томской губернии. Подробно сохранил в воспоминаниях все детали этапа по Оби до Каргаска (Колпашевская спецкомендатура Нарымского ссыльного спецрайона), картины жизни в ссылке, нравы местных надзирателей НКВД. Совершил удачный побег из ссылки в Томск, затем железной дорогой добрался до Бессарабии, переплыл без подручных средств через пограничную реку Днестр и ушёл за рубеж, в эмиграцию.
После своего побега из СССР в 1930 году архимандрит Феодосий обосновался сначала в Румынии, где служил настоятелем греческой православной церкви в Кишинёве. Затем, в 1932 году, он перебрался в Болгарию, где жил в православном монастыре Святого Кирика и преподавал в пастырско-богословском училище при монастыре.
В период Второй мировой войны был православным священником в ряде Балканских стран. Сведений о его дальнейшей судьбе в годы Второй мировой войны не имеется.
События личной жизни с 1917 по 1930 годы изложены архимандритом Феодосием в своих воспоминаниях, ставших памятником большевистских гонений на Церковь, эпохи сталинизма и репрессий ГУЛАГа. Также в воспоминаниях описаны детали жизни Русской Православной Церкви после большевистского переворота в России. Его архив, воспоминания были доставлены в московские органы НКВД из Чехословакии в январе 1946 года. В 1997 году эти воспоминания были изданы в России.

## Семья
- отец — Захарий Георгиевич Алмазов, священник
- брат — Лев Захарьевич Алмазов, в 1924 г. проживал в г. Москве на ул. Петровка
- брат — Михаил Захарьевич Алмазов, в 1924 г. проживал в г. Москве
- родные братья и сестры — ещё 2 брата и 5 сестёр (четверо в замужестве за священниками, еще одна — Евфросиния — в 1900-х гг. воспитанница Смоленского епархиального женского училища)

## Сочинения
- Архимандрит Платон (некролог) / Соборный иеромонах Феодосий // Воронежские епархиальные ведомости. 1897. № 19, неофиц. часть. — С. 542—544
- Вниманию любителей религиозного чтения / иеромонах Феодосий // Воронежские епархиальные ведомости. 1897. № 23, неофиц. часть. — С. 721—722
- Слово в честь преставления св. Апостола и Евангелиста Иоанна Богослова / иеромонах Феодосий // Воронежские епархиальные ведомости. 1897. № 20, неофиц. часть. — С. 547—556
- Феодосий (Алмазов К. З., архимандрит). Мои воспоминания : (Записки соловец. узника) / подгот. текста и публ. М. И. Одинцова; примеч. и коммент. И. В. Соловьёва; О-во любителей церков. истории. — М. : Крутицкое Патриаршее Подворье, 1997. — 259 с. — (Материалы для истории Церкви; кн.13). — Биогр. сведения об авт.: с. 7-8. — Коммент.: с. 185—225. — Документы и материалы: с. 226—257.